# 商業間諜
商業間諜又稱工业间谍、经济间谍、公司间谍，是一种为商业目的而從事间谍活动的人，此類間諜往往和國家安全關係不大。商業間諜作案目的是收集和竊取企業的商业秘密和知识产权，如关于工业制造、想法、技术和工艺、配方以及公司的客户数据、定价、销售、营销、研究和开发、政策、投标、规划等資訊。贿赂、勒索和敲诈是商業間諜達成目的的手段。